# 逢沢凛
 逢沢 凛（あいざわ りん、1995年9月22日 - ）は日本の元俳優・声優、旧芸名は白咲るり。株式会社アシストに所属していた。

## 公式プロフィール
- T 161.5cm / S 24.0cm
- B 81cm / W 60cm / H 87cm
- 趣味・特技：アクション・読書・新体操6年　ダンス4年
- ABRSM（英国アソシエイテッドボード検定）歌唱GRADE 4級
- 2011～2012年イギリス留学（日常会話英語可能）
- 2013年9月プロフィット声優養成所卒業
- 2014年、慶応義塾大学文学部に入学した。

## 人物
2014年
慶應義塾大学入学と同時に、世界的カードゲーム「遊戯王」のイメージキャラクターとなる。その後、大学との両立をしながら舞台などに出演。
2015年
7月、本広克行が手掛ける“若手発掘プロジェクト”オーディションで 約1500名の中から発掘メンバー21名に選ばれ、8月22日からのZEPPブルーシアターで 平田オリザ作×本広克行演出で話題の 舞台「転校生」に出演する。
2016年
アニメ「遊☆戯☆王ARC-V」に黒咲瑠璃役として出演。
2017年
3月31日付で芸能活動を引退すると発表。

## 出演作品

### テレビドラマ
- 薄桜鬼SSL 〜sweet school life〜（2015年9月 -10月、TOKYO MX2ほか） - 鈴鹿 千（すずか せん） 役

### テレビアニメ
- 遊☆戯☆王ARC-V（2016年 -  2017年、テレビ東京） -黒咲 瑠璃（くろさき るり）役[2]

### 映画
- 薄桜鬼SSL 〜sweet school life〜THE MOVIE（2016年） - 鈴鹿 千（すずか せん） 役

### 舞台
- 天誅（2014年、シアターサンモール） - 凜 役